# M'Saada
M'Saada (franska: M Saada (CR), M Saada (Commune Rurale), arabiska: قصيبية) är en kommun i Marocko.   Den ligger i provinsen Sidi Slimane och regionen Rabat-Salé-Kénitra, 100 km öster om huvudstaden Rabat. Antalet invånare är 18 879.